# (73436) 2002 MH2
(73436) 2002 MH2 – planetoida z pasa głównego asteroid okrążająca Słońce w ciągu 7,9 lat w średniej odległości 3,97 j.a. Odkryta 16 czerwca 2002 roku.